# Глабер, Рауль
Рау́ль Глабе́р (фр. Raoul Glaber, англ. Rodulfus Glaber, лат. Radulfus Cluniacensis; 985—1047) — бургундский хронист, монах-бенедиктинец, автор латинской «Истории своего времени в пяти книгах» (лат. Historiarum Sui Tempora Libri Quinque), охватывающей период с 900 по 1046 год.

## Биография
Родился около 985 года в Бургундии и, возможно, был незаконнорожденным. Сызмальства отличаясь непослушанием и буйным нравом, в возрасте двенадцати лет был отдан своим дядей-монахом для исправления в монастырь Сен-Леже-де-Шампо (фр. Saint-Léger-de-Champeaux), однако вскоре, по его собственным словам, изгнан был оттуда «за неподобающее поведение». Нашёл приют сначала в аббатстве Нотр-Дам-дю-Мутье, а затем в монастыре Сен-Бенинь близ Дижона, где около 1015 года познакомился с известным пьемонтским монахом-реформатором Гильомом де Вольпьяно, оценившим его литературные таланты, а в 1025 году взявшим с собой в путешествие в Сузу в Италии. Служил Гильому вплоть до его смерти в 1031 году, после которой составил жизнеописание своего учителя. Затем, при аббате Одилоне, подвизался в Клюни (1031—1033), после в аббатстве Сен-Пьер в Безе, а c 1039 года до конца своих дней жил и трудился в бенедиктинском аббатстве Сен-Жермен в Осере, где занимался высеканием и реставрацией надписей на алтарях церквей и надгробиях похороненных в них святых.

## Сочинения
В 1030—1040 годах Рауль Глабер написал «Историю своего времени в пяти книгах» (лат. Historiarum Sui Tempora Libri Quinque), посвящённую клюнийскому аббату Одилону и изначально задуманную, видимо, в качестве всеобщей истории. В итоге, по мнению современных исследователей, из-под пера Глабера вышел не столько исторический труд, сколько сборник исторических анекдотов, наглядно иллюстрирующий нравы конца X — начала XI века и при этом содержащий массу хронологических и географических неточностей. 
«История» Глабера, испытавшая на себе заметное влияние хроники его современника Адемара Шабанского (1030), примечательна попыткой изобразить всемирную историю как состоящую из четырёх периодов (от сотворения мира до всемирного потопа; от потопа до Моисея; от Моисея до IX века — «Царство силы»; от IX века до времени жизни автора — «Царство правды») только на том основании, что на свете существует четыре стихии, четыре главные добродетели и четыре евангелия. Отказываясь от каролингского наследия, не говоря ни слова о временах Карла Великого, Глабер старается вписать историю человечества в четырёхчастную рамку, подражая отражавшей структуру видимого мира традиционной архитектуре монастырей и давая её событиям построенный на аналогиях мистический комментарий. 
Структура человеческого общества у Глабера бинарна и отражает различие между пассивной толпой и благородными властителями, подающими пример и ведущими за собой. Среди последних, помимо светских правителей вроде короля Роберта Благочестивого, он выделяет высших клириков, епископов и аббатов, называя их «очами католической веры». Если последние, по словам хрониста, вдруг «ослепнут», народ неизбежно впадёт в гордыню, алчность и блуд, а весь род людской будет ввергнут в хаос. Наряду с порядком клириков и порядком мирян, Глабер выделяет особый «порядок монахов», в первую очередь клюнийцев, не только подающих своей благочестивой жизнью пример остальным, но и ведущих «святую войну» с силами зла. По его мнению, и светское общество, пережив эсхатологические ожидания 1000 года, способно, преодолеть социальное неравенство на пути к спасению, кульминацией которого является паломничество в Иерусалим. Этими выводами хронист, по сути, подготовил идеологию будущих крестовых походов. 
Самостоятельный вклад Глабера охватывает период от прихода к власти в 987 году Гуго Капета до 1044 года. Принимая за отправные точки изложения массовые ожидания конца света в 1000 и 1033 годах, он с пессимизмом описывает различные ужасы своего времени и трактует большинство событий в мистическом ключе. Так, например, солнечное затмение 1033 года было для него предвестником покушения римских баронов на жизнь папы, а затмение 1039 года явилось указанием на предстоящую смерть императора Конрада II.
Несмотря на определенную противоречивость, в «Истории» встречается много любопытных подробностей (например, о каннибализме во время ужасного голода 1031—1033 годов в Нормандии), легенд, рассказов о чудесах и пр. О некоторых событиях X—XI вв. сведения можно найти только у Глабера. Современные исследователи небезосновательно считают сочинение Рауля Глабера важным источником по социальной истории и средневековому менталитету, его историософские взгляды предвосхитили идеи учёных-схоластов и хронистов XII века, в частности, Гуго Сен-Викторского, Оттона Фрейзингенского и Иоахима Флорского.
Впервые «История» Рауля Глабера была опубликована в 1596 году. Помимо неё, он является автором небольших латинских сочинений, в частности, трактата «О четырёх таинствах» (лат. De divina quaternitate), посвящённого учению «о четырёх природах» Иоганна Скота Эриугены, а также «Жизни преподобного аббата Гильома» (лат. Vita Domni Willelmi abbatis), жития вышеназванного Гильома де Вольпьяно.

## Критика
- Жан-Бати́ст де Ла Кюрн де Сент-Пале́ в 1728 году написал «Mémoire concernant la vie et les ouvrages de Glaber», содержащую критику взглядов Рауля Глабера.
- Эмиль Жебар в книге «Монахи и папы» (1896) посвятил Раулю Глаберу первый из четырёх очерков, под названием «Душа монаха в 1000-м году». Жебар почти на каждой странице «Хроники» Глабера находит «бессознательное манихейство», «параллельное действие Бога и Сатаны» и «интеллектуальную болезнь». Самой тяжелой болезнью средневековья, по мнению Эмилю Жебару, «было затмение самого человеческого ума», историю которого проследил в своей хронике Рауль Глабер, «не подозревая, что сам оказался её наиболее жалкой жертвой»[21].

## Издания
- Raoul Glaber. Les cinq livres de ses histoires, 900—1044, publiés par Maurice Prou. — Paris: Picard, 1886. — xv, 143 p. — (Collection de textes pour servir à l'étude et à l'enseignement de l'histoire).
- Rodulfus Glaber. Opera, édited by J. France. — Oxford: Oxford University Press, 1989. — (Oxford Medieval Texts). — ISBN 978-0198222415.
- L'an mille. Œuvres réunies, traduites et présentées par E. Pognon. — 2e éd. — Paris: Gallimard, 1947. — xlv, 302 p. — (Mémoires du passé pour servir au temps présent).
- Raoul Glaber. Histoires. Traduites et présentées par Mathieu Arnoux. — Turnhout: Brepols, 1997. — 324 p. — ISBN 978-2-503-50420-9.